# Sainte-Fauste
Sainte-Fauste ist ein zentralfranzösischer Ort und eine Gemeinde mit 260 Einwohnern (Stand: 1. Januar 2022) im Département Indre in der Region Centre-Val de Loire. Zur Gemeinde gehört auch der Weiler (hameau) Ablenay.

## Lage und Klima
Der Ort Sainte-Fauste liegt in einem flachen, von Bächen durchzogenen Gebiet knapp 20 km (Fahrtstrecke) nordöstlich der Stadt Châteauroux in einer Höhe von ca. 200 m. Das Klima ist gemäßigt; Regen (ca. 700 mm/Jahr) fällt überwiegend im Winterhalbjahr.

## Bevölkerungsentwicklung
| Jahr                       | 1800 | 1851 | 1901 | 1954 | 1999 | 2020 |
| Einwohner                  | 396  | 475  | 427  | 332  | 254  | 266  |
| Quellen: Cassini und INSEE |      |      |      |      |      |      |

Aufgrund der Mechanisierung der Landwirtschaft sowie der Aufgabe bäuerlicher Kleinbetriebe („Höfesterben“) ist die Einwohnerzahl der Gemeinde seit den 1950er Jahren deutlich zurückgegangen.

## Wirtschaft
In früheren Zeiten lebten die Bewohner als Selbstversorger von den Erträgen ihrer Felder und Gärten. Seit der zweiten Hälfte des 20. Jahrhunderts hat der überregionale Handel deutlich zugenommen.

## Geschichte
In einem Grabhügel auf dem Gemeindegebiet wurden Kleinfunde gemacht. Auch die Grundmauern eines gallorömischen Landguts (villa rustica) wurden freigelegt. Im Mittelalter gelangte angeblich ein Teil der Reliquien der Hl. Fausta von Kyzikos (vielleicht ist auch die Hl. Fausta von Fezensac gemeint) in die Kirche des Ortes.

## Sehenswürdigkeiten
- Die spätmittelalterliche Kirche wurde im 19. Jahrhundert umfassend restauriert.[1]
- Das Schloss La Ferté befindet sich in Privatbesitz.[2]
- Das ebenfalls in Privatbesitz befindliche Château de la Tremblaire ist in Teilen seit Jahrhunderten zerstört.[3]